# オノデン
株式会社オノデンは東京・秋葉原に店を構える家電量販店。

## 概要

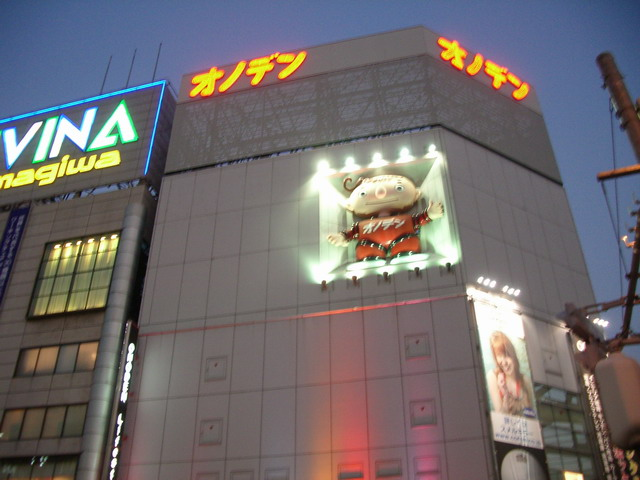
オノデンライフストア（2007年5月31日閉店）

オノデンは1941年（昭和16年）に創業、会社としては1951年（昭和26年）6月30日に設立された。営業している店舗は秋葉原にある本館の1店舗のみである。
本館裏にある建物は、以前はパソコンを中心に扱う「別館」（マイコンセンターオノデン→オノデンパソコン別館）として本館とは別店舗だったが、本館と直接行き来できるようにされた現在では本館の一部になっている。
かつて昌平橋付近に照明などインテリア雑貨を扱う「新館」（千代田区外神田1-5-1、「オノデンライフストア」とも）が存在したが、本館別館の店舗機能の強化に伴い統合され、2007年5月31日をもって閉店した。跡地は住友不動産秋葉原ファーストビルの一部となっている。
代表取締役社長の小野一志は、秋葉原電気街振興会の会長でもある。
旧社名は株式会社小野電業社（おのでんぎょうしゃ）。

## 沿革
- 1941年（昭和16年） - 小野仁助が現在の東京都台東区三ノ輪[4]で創業。
- 1951年（昭和26年）6月30日 - 株式会社小野電業社を現在の千代田区外神田に設立。
- 1952年 - 1953年（昭和27 ‐ 28年） - 家電メーカー各社との代理店契約を締結。
- 1962年（昭和37年）4月 - 現在の本館ビルが竣工[5]。
- 1975年（昭和50年）9月21日 - 株式会社オノデンに商号を変更[6]。
- 1983年（昭和58年）9月 - 本館裏にマイコンセンターオノデン（別館）を開店。
- 1995年（平成7年） - 小野一志が代表取締役社長に就任。
- 1998年（平成10年）7月31日 - 昌平橋交差点付近[7]に新館を新築開店。
- 2004年（平成16年）12月 - 別館を増床。
- 2007年（平成19年）2月 - 本館と別館を接続。
- 2007年（平成19年）5月31日 - 新館（オノデンライフストア）を閉店。
- 2018年（平成30年）3月 - 本館正面に「オノデンMXビジョン」設置。

## 特徴
「親切な電器屋」を社是としている。経験と知識の豊富なベテランを中心に正社員が従業員の殆どを占めており、他量販店に見られるようなアルバイトやパート、メーカー派遣の売場担当員はほとんど使っていない。
高度成長期以降、家電の普及とともに多くの秋葉原の家電量販店が多店舗・多角化を進めたなか、オノデンは秋葉原のみ家電一筋の堅実経営だったこともあり、多くの家電量販店が経営不振で秋葉原から消えていった現在でも、古くからの家電量販店の風情そのままに変わらず営業している。
オノデン本館4階には「東芝あかりスタジオ」が設けられるなど照明器具が充実していたが、2014年3月31日をもって閉館となった。本館4階には2020年11月28日よりジーストア・アキバが移転開業している。また、5階にはイベントスペース「秋葉原エンタス」が、地下にはワンダーコーポレーションの運営するグッズ店「エンタバアキバ by SHINSEIDO」が入居し、建物裏手にはインターネット放送局「AkibaTV.」のブースがあるなど、近年では店舗そのものの規模は縮小傾向にある。
創業者の小野仁助は現在の秋田県由利本荘市（旧・東由利町）出身。

## CM
「電器いろいろ秋葉原オノデン」というキャッチフレーズで、長らく関東ローカルでフジテレビを中心にCMを流していた。歌唱担当はのこいのこ。店頭の看板やCMでお馴染みのイメージキャラクターは「オノデン坊や」という名前で、声は小桜エツ子が担当している。また、小桜がタママ二等兵役でレギュラー出演しているアニメ『ケロロ軍曹』の第134話では、「オノデン坊や」のパロディとして「デンデン星人オノ」が登場した。
長らく2Dアニメ調のCMだったが、2000年代には3DCGアニメのオノデン坊やがダンスするCMが制作され、この時からオノデン坊やのデザインもリニューアルされた。なお、このCMのダンスの振付はパパイヤ鈴木が担当した。
2021年4月から6月にかけて創立70周年記念新CMが放映された。
コマーシャルソングはのこいのこが歌っており、コンピレーションCDの『エレクトリックパーク』と『のこいのこ大全』に収録されているほか、店頭でも流されている。このCMソングは1980年代頃から使用されており、時期によって歌詞が複数ある。

## その他
創業者の小野仁助は昭和20年代から馬主として競走馬を走らせていた。主な所有馬に1954年のセントライト記念を制したホマレオー、1955年の中山大障害（秋）を制したシマユキ、1968年のダイヤモンドステークスを制したオノデンオーなどがいる。この事もあってか、オノデンは長らくテレビ東京の『土曜競馬中継』のスポンサーとして番組中でCMを流していた。その他にはtvkの『saku saku morning call』のスポンサーも務めたことがある。